# Pierella fusimaculata
Pierella fusimaculata är en fjärilsart som beskrevs av Brown 1948. Pierella fusimaculata ingår i släktet Pierella och familjen praktfjärilar. Inga underarter finns listade i Catalogue of Life.